# تانیا اکستوبی
تانیا اکستوبی (انگلیسی: Tanya Oxtoby؛ زادهٔ ۱۵ ژوئن ۱۹۸۲) بازیکن فوتبال اهل استرالیا است.